# مقاطعة الفلاحية
مقاطعة الفلاحية (بالفارسية: شهرستان شادگان) هي احدي مقاطعات الرئيسية في محافظة محافظة خوزستان الإيرانية

## السكان
- حسب إحصاءات سنة 2006، بلغ إجمالي السكان في مقاطعة الفلاحية 138,226 نسمة موزعين على 23,813 مسكن.[2]

## تقسيم إداري إيراني
- البلدة المركزية
- بلدة خنافرة

## وصلات خارجية
- إدارة مقاطعة الفلاحية.

قالب:قري مقاطعة الفلاحیة